# Guadua amplexifolia
Espèce
Synonymes
- Arundarbor amplexifolia (J.Presl) Kuntze
- Bambusa amplexifolia (J.Presl) Schult.f.

Guadua amplexifolia est une espèce de plantes à fleurs monocotylédones de la famille des Poaceae (graminées), sous-famille des Bambusoideae, originaire des régions tropicales d'Amérique centrale. Ce sont des bambous vivaces, rhizomateux (à rhizomes courts, pachymorphes), cespiteux, de grande taille, dont les chaumes arqués ou penchés, à entrenœuds pleins, peuvent atteindre 10 à 20 mètres de haut et 60 à 100 mm de diamètre.
ÉtymologieL'épithète spécifique, amplexifolia, est formée de deux racines latines, amplexus, -a, -um (embrassant) et folium (feuille), en référence au limbe foliaire amplexicaule.